# Leioscyphus liebmannianus
Leioscyphus liebmannianus là một loài rêu tản trong họ Geocalycaceae. Loài này được (Lindenb. & Gottsche) Gottsche miêu tả khoa học lần đầu tiên năm 1863.